# Here and Now (série de televisão)
Here and Now, é uma série de televisão americana dramática criada por Alan Ball. A primeira e única temporada consistiu de dez episódios e estreou na HBO em 11 de fevereiro de 2018. a série se concentra em uma família multi-racial contemporânea na área de Portland. O enredo do programa envolve muitas questões, incluindo raça, identidade e doença mental.
Em 25 de abril de 2018, a HBO cancelou a série depois de uma temporada.

## Elenco

### Principal
- Holly Hunter como Audrey Bayer, uma terapeuta
- Tim Robbins como Greg Boatwright, marido de Audrey e professor de filosofia
- Jerrika Hinton como Ashley Collins, , adotado pela Bayer-Boatwrights da Libéria, agora criadora e proprietária de um site de moda de varejo[6]
- Raymond Lee como Duc Bayer-Boatwright, adotado do Vietnã quando tinha cinco anos, agora é um treinador de sucesso e mulherengo
- Daniel Zovatto como Ramon Bayer-Boatwright,  adotado de um orfanato na Colômbia aos 18 meses, agora um estudante universitário estudando design de videogame
- Sosie Bacon como Kristen Bayer-Boatwright, uma estudante do ensino médio e  única filha biológica de seus pais
- Joe Williamson como Malcolm Collins, marido de Ashley e melhor amigo de Duc, um personal trainer para o time de futebol feminino de Portland[7]
- Andy Bean como Henry, um espírito livre, que se apaixona por Ramon
- Peter Macdissi , como o Dr. Farid Shokrani, terapeuta de Ramon
- Marwan Salama como Navid Shokrani

### Convidados
- Trent Garrett como Randy[8]
- Kevin Bigley como Michael
- Cynthia Ettinger como Lydia
- Ted Levine como Ike Bayer, irmão esquizofrênico de Audrey

## Episódios
| N.º | Título                         | Dirigido por    | Escrito por      | Lançamento              |
| --- | ------------------------------ | --------------- | ---------------- | ----------------------- |
| 1   | "Eleven Eleven"                | Alan Ball       | Alan Ball        | 11 de fevereiro de 2018 |
| 2   | "It's Coming"                  | Uta Briesewitz  | Alan Ball        | 18 de fevereiro de 2018 |
| 3   | "If a Deer Shits in the Woods" | Uta Briesewitz  | Mohamad El Masri | 25 de fevereiro de 2018 |
| 4   | "Hide and Seek"                | Jeremy Podeswa  | Nancy Oliver     | 4 de março de 2018      |
| 5   | "From Sun Up To Sun Down"      | Jeremy Podeswa  | J.R. Edwards     | 11 de março de 2018     |
| 6   | "Fight, Death"                 | Lisa Cholodenko | Wes Taylor       | 18 de março de 2018     |
| 7   | "Wake"                         | Lisa Cholodenko | Tanya Barfield   | 25 de março de 2018     |
| 8   | "Yes"                          | Janicza Bravo   | Nancy Oliver     | 1 de abril de 2018      |
| 9   | "Dream Logic"                  | Minkie Spiro    | Charles Yu       | 8 de abril de 2018      |
| 10  | "It's Here"                    | Jeremy Podeswa  | Alan Ball        | 15 de abril de 2018     |

## Produção
A HBO encomendou a série em julho de 2016.

### Escalação
Em 31 de janeiro de 2018, foi anunciado que Stephanie Arcila e Erin Carufel assinaram a série nos papéis recorrentes de Mami e Wendy, respectivamente.

### Filmagens
A série é parcialmente filmada em Portland, Oregon.

### Marketing
O teaser trailer da primeira temporada foi lançada em dezembro de 2017.

## Recepção
No Rotten tomatoes, a primeira temporada tem 24% de aprovação com base em 41 comentários dos críticos, com uma classificação média de 4,59/10, mantendo um índice de 86% fresco pontuação obtida a partir de audiências. O consenso dos críticos diz: "Here and Now claramente tem um ponto que quer fazer, mas um enredo nebuloso e desenvolvimento de personagens fora de foco impedem seu potencial". No Metacritic, tem uma pontuação de 46 de 100 com base em 31 avaliações.